# Roßbach (Landwehrbach)

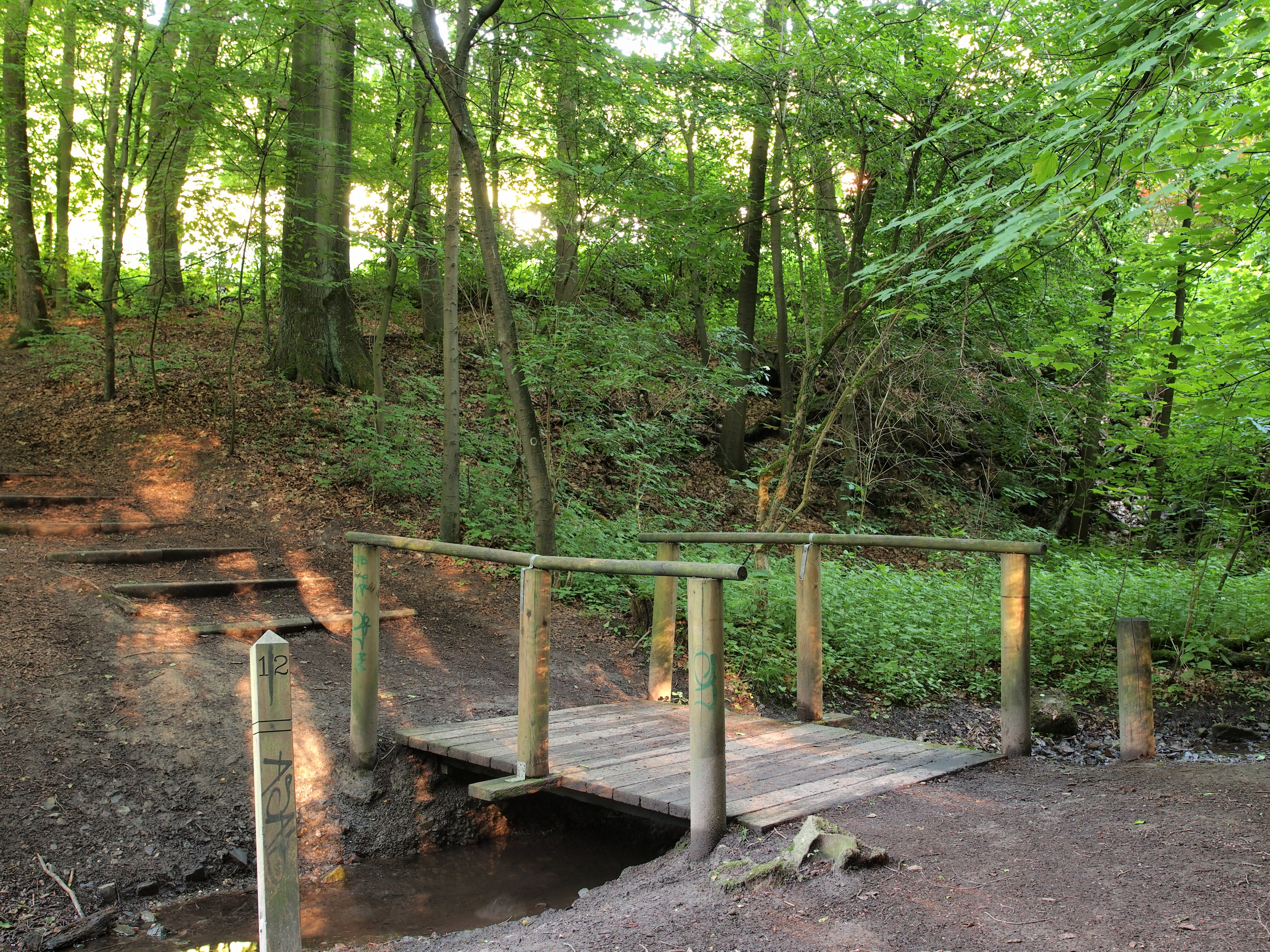
Brücke im Langeloh

Der Roßbach ist ein linkes Nebengewässer des Landwehrbachs im Flusssystem der Emscher. Seine Quelle befindet sich im Langeloh im Osten des Stadtgebiets von Herne in einer Höhe von 118 m ü. NN. Die Einmündung in den Landwehrbach erfolgt im Castrop-Rauxeler Stadtteil Behringhausen.
Der Bach hat eine Fließlänge von rund 4 km. Er fließt unterhalb der Quelle zunächst in nordöstlicher Richtung und erreicht nach ca. 1 km, noch im Langeloh, die Stadtgrenze zu Castrop-Rauxel. Bis zum Behringhauser Feld bildet der Bachlauf die natürliche Grenze zwischen beiden Städten. In diesem Abschnitt ist die Fließrichtung nach Norden ausgerichtet.
In Behringhausen mündet der Pannekampgraben, auch Pannekampbach genannt, in den Roßbach ein. Der Pannekampgraben hat seinen Ursprung ebenfalls auf Herner Stadtgebiet und wird dort Holthauser Bach genannt.